# شهر عسل بصل (فلم)
شهر عسل بصل هو فيلم مصري من إنتاج سنة 1960.

## قصة الفيلم
يحب إسماعيل (إسماعيل ياسين) جارته سامية (كريمان)، وهما يسكنان حياً شعبياً في مدينة طنطا. يتقدم إسماعيل لخطبتها لكن أمها شربات هانم (ماري منيب) ترفض الزواج في البداية، ثم توافق عليه لاحقاً. يسافر العروسان إلى القاهرة للاستمتاع بشهر العسل، لكنه يفاجئ بأن حماته لحقت بهما، وتتوالى المواقف عندما يحاول إسماعيل التخلص من حماته، والاستمتاع بشهر العسل.

## روابط خارجية
- مقالات تستعمل روابط فنية بلا صلة مع ويكي بيانات
- شهر عسل بصل على موقع الدهليز
- شهر عسل بصل على موقع كاروهات